# Este Movimiento
"Este Movimiento" é uma canção do grupo mexicano LIKE, lançada como primeiro single da banda e tema de abertura da telenovela Like, La Leyenda, foi lançado para download digital através do iTunes e no seviço de streaming Spotify, entre outros. 

## Apresentações ao vivo
A canção foi performada em diversas ocasiões, incluindo programas de televisão, premiações e nas rádios. A primeira apresentação ao vivo da música aconteceu em 22 de julho de 2018, nos Premios Juventud, onde Maurício Abad não participou, e os integrantes presentes usaram em excesso playback.

## Vídeo musical
O vídeo oficial da canção "Este Movimiento" foi lançado em julho de 2018 e foi lançado para download digital. O vídeo foi dirigido pelo produtor e empresário do grupo, Pedro Damián.
O vídeo de "Este Movimiento" contém cenas diversas, gravada em um galpão da emissora Las Estrellas.

## Créditos
Lista-se abaixo os responsáveis pela produção da canção: ,
- Composição - Pedro Damián e mais 2
- Vocais - Mauricio Abad, Santiago Achaga, Roberta Damián, Macarena García, Anna Iriyama, Ale Müller, Carlos Said e Víctor Varona.